# Henryk Krasiński
Henryk Krasiński herbu Ślepowron (ur. 15 lipca 1804 w Laskowicach, powiat piński, zm. 16 września 1876 w Londynie) – oficer, pisarz, emigrant.

## Życiorys
Syn Chryzantego Wilhelma Ignacego Korwin-Krasińskiego h. Ślepowron (1777–1818) i Ludwiki Orzeszko (1785–1842). Podporucznik armii Królestwa Polskiego w 1828, kapitan w armii powstania listopadowego w 1831. Po zakończeniu powstania wyemigrował do Anglii. Odznaczony Krzyżem Złotym Orderu Virtuti Militari przez gen. Ramorino.
Autor napisanej po francusku książki Le célèbre Vitold, grand-duc de Lithuanie : précédé de notions sur la Samogitie wydanej w 1834 w Paryżu.
Pochowany w Londynie na cmentarzu St. Patrick's RC Leytonstone.